# Matematică experimentală
Matematica experimentală este o abordare a matematicii în care calculul este folosit pentru a studia obiecte matematice și pentru a identifica proprietăți și modele. A fost definită ca „acea ramură a matematicii care se ocupă de codificarea și transmiterea perspectivelor în cadrul comunității matematice prin explorarea experimentală (fie în sensul galilean, baconian, aristotelic sau kantian) a conjecturilor și credințelor mai informale și o analiză atentă a datelor obținute prin această activitate.”
După cum a spus Paul Halmos: „Matematica nu este o știință deductivă — acesta este un clișeu. Când se încearcă să se demonstreze o teoremă, nu se începe cu enumerarea ipotezelor și apoi se începe să se raționeze. Se procedează prin încercări și erori, experimentare, presupuneri. Se vrea să se afle care sunt faptele și ceea ce se face este, în această privință, similar cu ceea ce face un tehnician de laborator."

## Istoric
Matematicienii s-au ocupat întotdeauna de matematica experimentală. Înregistrările existente ale matematicii timpurii, cum ar fi matematica babiloniană, constau de obicei din liste de exemple numerice care ilustrează identitățile algebrice. Totuși, matematica modernă, începând cu secolul al XVII-lea, a creat tradiția de a publica rezultatele într-o prezentare finală, formală și abstractă. Exemplele numerice care ar fi putut determina un matematician să formuleze inițial o teoremă generală nu au fost publicate și au fost în general uitate.
Matematica experimentală ca domeniu separat de studiu a reapărut în secolul al XX-lea, când inventarea computerului a mărit considerabil gama de calcule fezabile, cu o viteză și o precizie mult mai mari decât orice aveau la dispoziție matematicienii din generațiile anterioare. O piatră de hotar și o realizare semnificativă a matematicii experimentale a fost descoperirea în 1995 a formulei Bailey–Borwein–Plouffe⁠(d) pentru cifrele binare ale lui π. Această formulă a fost descoperită nu prin raționament formal, ci prin căutări numerice pe computer; abia apoi a fost găsită o demonstrație riguroasă.

## Obiective și uz
Obiectivele matematicii experimentale sunt „să genereze înțelegere și perspicacitate; să genereze și să confirme sau să infirme conjecturi; și, în general, să facă matematica mai tangibilă, mai vie și mai distractivă atât pentru cercetătorul profesionist, cât și pentru novice”.
Utilizările matematicii experimentale au fost definite după cum urmează:
1. Obținerea de perspectivă și intuiție.
2. Descoperirea de noi modele și relații.
3. Utilizarea afișărilor grafice pentru a sugera principiile matematice care stau la bază.
4. Testarea și mai ales invalidarea conjecturilor.
5. Explorarea unui posibil rezultat pentru a vedea dacă merită o demonstrație formală.
6. Sugerarea abordărilor pentru demonstrații formale.
7. Înlocuirea derivărilor manuale dificile cu derivări bazate pe computer.
8. Confirmarea rezultatelor obținute analitic.

## Instrumente și tehnici
Matematica experimentală folosește metode numerice pentru a calcula valori aproximative pentru integrale și serii infinite. Pentru a stabili aceste valori cu un grad ridicat de precizie — de obicei 100 de cifre semnificative sau mai mult, se folosește aritmetica în precizie multiplă⁠(d). Apoi se utilizează algoritmi care căută relații între aceste valori și constante. Lucrul cu valori în precizie mare reduce posibilitatea de a confunda o coincidență matematică⁠(d) cu o relație adevărată. Se va căuta apoi o demonstrație formală a unei relații presupuse — de multe ori este mai ușor de găsit o demonstrație formală odată ce forma unei conjecturi este cunoscută.
Dacă se caută un contraexemplu sau se încearcă o demonstrație prin examinarea cazurilor pe scară largă, tehnicile de calcul distribuit pot fi folosite pentru a distribui calculele între mai multe computere.
Se folosește frecvent software matematic general sau specific domeniului. De obicei acestea au mecanisme de detecție și corectare a erorilor, verificări ale integrității și calcule redundante, concepute pentru a minimiza posibilitatea ca rezultatele să fie invalidate de o eroare hardware sau software.